# Charis major
Charis major är en fjärilsart som beskrevs av Percy I. Lathy 1932. Charis major ingår i släktet Charis och familjen Riodinidae. Inga underarter finns listade i Catalogue of Life.